# Berthe Neulliès
Pour les articles homonymes, voir Berthe.
Berthe Neulliès (née Berthe Catherine Octavie Lagache à Abbeville le 21 février 1861 et morte le 18 avril 1928) est une écrivaine de langue française, auteur de romans sentimentaux.

## Biographie
Berthe Catherine Octavie Lagache, épouse Neulliès, naît à Abbeville, dans la Somme, le 21 février 1861, de Pierre Lagache, épicier, et d'Octavie Jarlot, cuisinière. Selon Louis Bethléem, Berthe Neulliès se lance dans l'écriture de romans d'imitation anglais « durant une période douloureuse de sa vie ».
Son premier roman, L'Expiation de Lady Culmore, publié en 1885 dans la collection Bibliothèque des mères de Famille de l'éditeur Firmin Didot, reçoit un accueil favorable. Ainsi, L'Intransigeant relève qu'il est un « livre fort curieux » et « le récit le plus dramatique et le plus attachant que nous ayons lu depuis longtemps » et souligne « la grande qualité de plume » de la romancière. De son côté, Paris illustré appelle « l'attention des lectrices » sur ce premier roman qu'il trouve également « dramatique et attachant ».
Son roman suivant, Le Mari d'Ianthe, reçoit également de bonnes appréciations.
Elle devient sociétaire de la Société des gens de lettres en 1927 .

## Œuvre
- L'Expiation de Lady Culmore, 1885
- Le Mari d'Ianthe, 1886
- Ismay Waldron, ou la Femme du régisseur, 1887
- L'Idée de Ghislaine, 1899
- Le Secret de Rita, 1905
- Non licet, 1908
- Tante Gertrude, Paris, Éditions du « Petit Écho de la Mode », 1909    (Wikisource), Collection Stella, no 7
- Bonne-Maman, 1924Publié dans Foyer-revue relié
- Le Mari d'Ianthe, 1926
- Marquise Chantal, 1929Collection Stella, no 212
- Malgré eux, 1930
- Le cavalier de l'Apocalypse, 1930Feuilleton
- La Voie de l’amour, 1933Collection Stella, no 128
- Quand on aime, 1933Collection Stella, no 264